# Mesochorus sculpturatus
Mesochorus sculpturatus är en stekelart som beskrevs av Pierre L. G. Benoit 1955. Mesochorus sculpturatus ingår i släktet Mesochorus och familjen brokparasitsteklar. Inga underarter finns listade i Catalogue of Life.